# ウェズ・ブラウン
ウェズ・ブラウン（Wesley Michael "Wes" Brown, 1979年10月13日 - ）はイングランド出身の元サッカー選手。現役時代のポジションはディフェンダー。

## 経歴
マンチェスターで生まれ育った生粋のマンチェスター・ユナイテッドFCファンで、1996年にユースチーム入りをすると11月にはプロ契約、翌シーズン末にはFAプレミアリーグデビューを果たした。
さらに翌シーズンにはチームメイトの怪我というチャンスを生かし14試合に出場、リーグ優勝を経験するものの、翌年は負傷によりシーズンを棒に振った。
次のシーズンに復帰、再びリーグ優勝を経験するも2001-2002シーズン途中に膝の靱帯を損傷してしまう。2002年にようやくこの怪我を克服するとW杯にも出場したが、2002-2003シーズンのUEFAチャンピオンズリーグにおいて右足首を骨折した。
2006-07シーズンは冬にスパルタク・モスクワから移籍してきたネマニャ・ヴィディッチによってベンチを暖めるが多かった。2007-08シーズンはガリー・ネヴィルの負傷もあり右サイドバックのレギュラーとして活躍。チャンピオンズリーグ決勝のチェルシーFC戦ではクリスティアーノ・ロナウドの先制点をアシストするなどチームのプレミア連覇、チャンピオンズリーグ優勝に貢献した。
2007-08シーズンはガリー・ネビルが怪我のため、右サイドバックを務める。本職のポジションではないが穴を完璧に埋めてチームに貢献。
2008-09シーズン開幕直後のチェコとの親善試合で、元同僚のデビッド・ベッカムのクロスをヘディングで決めて代表初得点を記録した。
その後は故障もあって出場機会に恵まれず、2010-11シーズンは7試合の出場に留まった。
2011年7月7日にサンダーランドAFCに4年契約で加入した。
2017年8月、インドのケーララ・ブラスターズFCへ移籍。

## エピソード
- マンチェスター・ユナイテッド時代はウェイン・ルーニー、リオ・ファーディナンド等と特に親しく、プライベートでは一緒によくサッカーゲームをしたという。
- ルーニー曰く「練習で一番ヘタなのはブラウン」。

## 代表歴

### 出場大会
- イングランド代表
  - 2002 FIFAワールドカップ

### 試合数
- 国際Aマッチ 23試合 1得点（1999年-2010年）[2]

| イングランド代表 | 国際Aマッチ | 国際Aマッチ |
| 年               | 出場        | 得点        |
| ---------------- | ----------- | ----------- |
| 1999             | 1           | 0           |
| 2000             | 1           | 0           |
| 2001             | 2           | 0           |
| 2002             | 2           | 0           |
| 2003             | 1           | 0           |
| 2004             | 0           | 0           |
| 2005             | 2           | 0           |
| 2006             | 1           | 0           |
| 2007             | 4           | 0           |
| 2008             | 7           | 1           |
| 2009             | 1           | 0           |
| 2010             | 1           | 0           |
| 通算             | 23          | 1           |